# Srđan Aleksić
Srđan Aleksić (Servisch: Срђан Алексић) (Trebinje, 9 mei 1966 - aldaar, 27 januari 1993) was een Bosnisch-Servische amateurtoneelspeler, sportzwemmer en soldaat in het leger van de Servische Republiek (VRS) tijdens de Bosnische Burgeroorlog. Hij kwam om het leven toen hij Alen Glavović, een etnische Bosniak en zijn goede vriend, tegen een groep Servisch-Bosnische soldaten probeerde te beschermen. Postuum heeft Aleksić meerdere onderscheidingen ontvangen. De documentaire Srđo over zijn leven werd gemaakt door de RTS in 2007.

## Jeugd
Aleksić is in de gemeente Trebinje, in Bosnië en Herzegovina, toen deelrepubliek van de Socialistische Federale Republiek Joegoslavië geboren. Zijn vader Rade was een basketbaltrainer. Zijn moeder Mira is jong overleden en zijn broer kwam in 1992 om bij een ongeluk tijdens het zeilvliegen.
Aleksić kreeg meerdere prijzen voor zijn werk als amateur toneelspeler en bleef ook tijdens de oorlog in het toneelstuk San ratne noći ("Een oorlogsnachtsdroom") spelen. Hij was een veelbelovende sportzwemmer. Tijdens de oorlog werd hij gemobiliseerd door het leger van de Servische Republiek (VRS).

## Heldendaad en dood
Op 21 januari 1993 fouilleerden vier dronken Servische soldaten een aantal mensen op de markt in Trebinje. Nadat ze op basis van de naam vaststelden dat een van hen, Alen Glavović, Bosniak was, begonnen ze hem te slaan. Glavović was buurman en goede vriend van Aleksić. Aleksić greep meteen in en probeerde Glavović te helpen. De vier soldaten gingen tegen Aleksić tekeer en sloegen hem in elkaar met hun geweerkolven. Een aantal politieagenten keken hierbij toe. Als gevolg van de opgelopen verwondingen, viel Srđan in coma, en overleed op 27 januari 1993. Srđans vader schreef in de overlijdensadvertentie dat "Srđan is gestorven tijdens de uitvoering van zijn menselijke plicht".
Een van de aanvallers is tijdens de oorlog vermoord, terwijl de anderen veroordeeld werden tot 28 maanden gevangenis. De advocaat van de verdachten zei dat Aleksić "kreeg wat hem toekwam voor het verdedigen van een balija" (scheldnaam voor een Bosniak).
Alen Glavović woont nu in Zweden, is getrouwd en heeft twee kinderen. Elk jaar bezoekt hij in Trebinje, Srđans graf en zijn vader.

## Erfenis
Srđan Aleksić kreeg postuum een onderscheiding van het Helsinki Comité voor Mensenrechten van Bosnië en Herzegovina.
De Ulica velikih drveta (Straat van grote bomen) in Sarajevo kreeg 15 jaar na Srđans dood, zijn naam. In de officiële verklaring stond o.a.: "Zonder mensen als Srđan Aleksić en zijn heldendaden zou men alle hoop in de mensheid verliezen en zonder die hoop zou ons leven geen zin meer hebben."
In 2007 maakte Radio Televizija Srbije een documentaire over Srđan Aleksić "Srđo" (hypocoristische vorm van Srđan).
Er zijn in 2008 plannen bekendgemaakt om een passage aan de Zmaj-Jovina-straat in Novi Sad naar Srđan te vernoemen en er een gedenkplaat te plaatsen. Naar aanleiding hiervan schreef de Kroatische columnist en schrijver Boris Dežulović de column „Tko je Srđan Aleksić“ ("Wie is Srđan Aleksić"). Daarin schreef hij o.a.:
Srđan was niet het type held dat door nationale bards bezongen wordt. Zijn naam zal in Servië alleen een klein steegje in Novi Sad dragen, één van die kleine passages die de functie hebben van levens en mensen sneller laten gaan waar ze naartoe moeten. Wanneer ook ons leven door de Passage van Srđan Aleksić komt, en wanneer men in Novi Sad gevraagd wordt wie die man was naar wie deze straat benoemd is, laat ze dan zeggen: Srđan Aleksić was een jonge recordhouder zwemmen, een amateur toneelspeler en de grootste Serviër van zijn tijd.
De passage in Novi Sad draagt inmiddels de naam van Aleksić.
Het theater Slovo uit Trebinje, waar Srđan bij leven lid van was geweest, speelde op 28 december 2008 het herdenkingsstuk Epilog ("Epiloog") over het leven van Srđan Aleksić. Het stuk is geregisseerd door Predrag Ćurić en de rol van Srđan werd vertolkt door de jonge acteur Kristian Al-Droubi uit Servië.
In 2011 begonnen de opnames van de film Krugovi ("Cirkels"), geïnspireerd door de heldhaftige daden van Srđan Aleksić, onder de regie van Srdan Golubović.
De Servische Republiek kende in 2012 een hoge onderscheiding, de gouden medaille van Miloš Obilić toe aan Aleksić. In januari 2013 kreeg Aleksić ook een medaille van De Servische Republiek in Bosnië.